# Erik Weiselius
Erik Weiselius (* 3. Februar 1984) ist ein schwedischer Poolbillardspieler.

## Karriere
Bei der Jugend-Europameisterschaft 1997 gewann Erik Weiselius mit dem zweiten Platz im 8-Ball und dem dritten Platz im 14/1 endlos erstmals Medaillen bei den Schülern. Zwei Jahre später wurde er Schüler-Europameister im 14/1 endlos und Dritter im 8-Ball. 2000 konnte Weiselius seinen Titel im 14/1 endlos erfolgreich verteidigen und wurde Vize-Europameister im 8-Ball der Schüler. Bei der Jugend-EM 2001 wurde er Junioren-Europameister im 14/1 endlos und im 8-Ball. Bei der Junioren-Weltmeisterschaft desselben Jahres kam er auf den dritten Platz. Bei der Jugend-EM 2002 wurde Weiselius, jeweils im Finale gegen den Polen Tomasz Kapłan, Junioren-Europameister im 8-Ball und Vize-Europameister im 14/1 endlos der Junioren.
Im Dezember 2002 gewann Weiselius durch einen Finalsieg gegen Alex Lely mit den Finland Open erstmals ein Euro-Tour-Turnier. Bei der Europameisterschaft 2003 wurde er Neunter im 14/1 endlos, 2004 erreichte er den fünften Platz im 9-Ball und den 25. Platz im 8-Ball. Im Mai 2004 wurde Weiselius Siebzehnter bei den BCA Open, im Juli kam er bei der 9-Ball-Weltmeisterschaft auf den 33. Platz und bei der 8-Ball-WM 2004 auf den 17. Platz.
Zudem wurde Weiselius 2004 Schwedischer Meister im 14/1 endlos sowie im 8-Ball. Im Juli 2005 kam er bei der 9-Ball-WM auf den 65. Platz.
Mit der schwedischen Nationalmannschaft wurde Weiselius 2003 Europameister.